# Драган Максимовић
Драган Максимовић (Подујево, 7. фебруар 1949 — Београд, 4. фебруар 2001) био је српски глумац.
Драган Максимовић је остварио више од 60 улога у позоришту, на филму и телевизији. Дебитовао је у Народном позоришту у Београду улогом Војника у представи "Мајка Храброст и њена деца", 1971. године. За три деценије на сценама овог театра остварио је запажене улоге у представама "Сарајевски атентат" (Недељко Чабриновић), "Мандрагола" (Фра Бепо), "Британик" (Нерон), "Лењин, Стаљин, Троцки" (Генрих Григоријевич Јагода), "Косовска хроника" (Авдула), "Рибарске свађе" (Бепо), "Последња потера за златом" (Цагер), "Крај партије" (Хам), "Месец дана на селу" (Игњатије Илич Спигељски), "Суђење госпођи Бовари" (Сенар), "Дуго путовање у ноћ" (Едмунд Тајрон), "Максим Црнојевић" (Дужде од Млетака)...
Преминуо је након напада наци скинхедса, повезаних са групама Крв и част и навијачком United force, који су га претукли јер је био тамнијег тена.
На Зеленом венцу у Београду, на месту где је Максимовић брутално на смрт претучен, на иницијативу редитеља Горана Марковића, 18. новембра 2006. године, постављена је спомен плоча, коју је открио тадашњи градоначелник Београда Ненад Богдановић. У београдском насељу Вишњичка бања једна улица носи његово име. Починиоци овог убиства до данас нису приведени правди.

## Улоге
| Год.       | Назив                                 | Улога                               |
| ---------- | ------------------------------------- | ----------------------------------- |
| 1970-е     |                                       |                                     |
| 1971.      | Домовина у песмама                    |                                     |
| 1971.      | Хроника паланачког гробља             |                                     |
| 1972.      | Савонарола и његови пријатељи         |                                     |
| 1972.      | Сарајевски атентат                    | Недељко Чабриновић                  |
| 1973.      | Београд или трамвај а на предња врата |                                     |
| 1973.      | Позориште у кући 2                    | продавац честитки                   |
| 1974.      | Траг                                  |                                     |
| 1974.      | Петао није запевао                    |                                     |
| 1974.      | Једног лепог, лепог дана              |                                     |
| 1974.      | Зашто је пуцао Алија Алијагић         | Алија Алијагић                      |
| 1974.      | Слободан превод Мизантропа            |                                     |
| 1974.      | Отписани                              | Симке                               |
| 1974.      | Отписани                              | Симке                               |
| 1976.      | Коштана                               | Асан                                |
| 1977.      | Под истрагом                          | Шок                                 |
| 1979.      | Прва српска железница (ТВ)            | кнез Милан Обреновић                |
| 1979.      | Сусрети са изузетним људима (енгл. )  | Георгиј Иванович Гурџијев           |
| 1979.      | Усијање                               | Лука                                |
| 1979.      | Господин Димковић                     | Иследник ОЗНЕ                       |
| 1980-е     |                                       |                                     |
| 1980.      | Петријин венац                        | Миса                                |
| 1980.      | Дувански пут                          |                                     |
| 1980.      | Нешто из живота                       | Раде Кундаковић                     |
| 1980.      | Осам кила среће                       |                                     |
| 1981.      | Топола са терасе                      | Милан                               |
| 1981.      | Шеста брзина                          | Богољуб                             |
| 1981.      | Пад Италије                           | Рафо                                |
| 1982.      | Дивље месо                            | Симон Андрејевић                    |
| 1982.      | Шпанац                                | Жандар                              |
| 1982.      | Приче из радионице                    | Богољуб                             |
| 1982.      | Маслина сам ноћас                     |                                     |
| 1982.      | Twilight Time                         | Тони                                |
| 1983.      | Хасанагиница                          | Ефендија Пинторовић                 |
| 1983.      | Малограђани                           | Теретјов Богословски, појац у цркви |
| 1983.      | Оштрица бријача                       |                                     |
| 1984.      | Проклета авлија                       | валија                              |
| 1984.      | Ријанон                               |                                     |
| 1985.      | Судбина уметника - Ђура Јакшић        | Ђура Јакшић                         |
| 1985.      | Неуспела мућка                        | Лаза Ласер                          |
| 1985.      | Дебели и мршави                       | друг Клисура                        |
| 1986.      | Одлазак ратника, повратак маршала     |                                     |
| 1986.      | Шмекер                                | Бели                                |
| 1987.      | Живот радника                         |                                     |
| 1987.      | Место сусрета Београд                 | Рестауратор Бошко Шатара            |
| 1988.      | Четрдесет осма — Завера и издаја      | Глумац Љуба                         |
| 1988.      | Нека чудна земља                      | сликар                              |
| 1988.      | Други човек                           |                                     |
| 1989.      | Време чуда (ТВ серија)                | Лазар                               |
| 1989.      | Последњи круг у Монци                 | Црни                                |
| 1989.      | Време чуда                            | Лазар                               |
| 1989.      | Шведски аранжман                      |                                     |
| 1990-е     |                                       |                                     |
| 1990.      | Берниса јача од смрти                 | Бернисин муж                        |
| 1991.      | Мала                                  | Коста „Кокан“ Марић                 |
| 1992.      | Ми нисмо анђели                       | хипик                               |
| 1992.      | Црни бомбардер                        | Психо                               |
| 1993.      | Електра                               |                                     |
| 1993.      | Византијско плаво                     | ловокрадица                         |
| 1994.      | Жеља звана трамвај                    | свештеник                           |
| 1995.      | Одисејев поглед                       |                                     |
| 1994−1995. | Отворена врата                        | Мића Тодоровић                      |
| 1996.      | Иван (ТВ)                             | Грађевинац                          |
| 1996.      | Лепа села лепо горе                   | професор Петар                      |
| 1997.      | Müde Weggefährten                     |                                     |
| 1997.      | Псалм                                 |                                     |
| 1997.      | Горе доле                             | отац избегличке породице            |
| 1997.      | Лажа и паралажа                       |                                     |
| 1998.      | Свирач (ТВ драма)                     | Капетан Вучета                      |
| 1998.      | Стршљен                               | Азем                                |
| 1998.      | Ране                                  | болесник                            |
| 1999.      | Нож                                   | Зулфикар Османовић                  |
| 2000-е     |                                       |                                     |
| 2002.      | Држава мртвих                         | Лука Мандић                         |